# إسطفانوس الثاني غطاس
إسطفانوس الثاني غطاس أو يوحنا قلتة (16 يناير 1920 - 20 يناير 2009) بطريرك الأقباط الكاثوليك، وكاردينال في الكنيسة الكاثوليكية الرومانية.

## النشأة
البطريرك إسطفانوس الثاني من مواليد 16 يناير 1920 محافظة سوهاج، وأرسل إلي معهد «نشر الإيمان» في روما في 1938 وفي 1944 نال شهادة الماجستير في الفلسفة واللاهوت في المعهد ذاته. وسيم كاهناً في روما في 25 مارس من العام نفسه. عند عودته الي مصر، عينّ أستاذاً لمادتي الفلسفة واللاهوت العقائدي في الإكليريكية الكبري في طهطا ثم طنطا. وفي 1952 انتسب إلي جمعية مار منصور للآباء العازريين وأنهي فترة الابتداء (طلب الرهبنة) في باريس. وبعد مرور ست سنوات في خدمة الجمعية في لبنان، عين وكيلا ثم رئيساً للعازريين في الإسكندرية. وفي 1967 انتخب في سينودس الأقباط الكاثوليك أسقفاً علي كرسي أبراشية الأقصر. حيث سيم أسقفاً في التاسع من يونيو في كنيسة الآباء العازريين في الإسكندرية، وتم تنصيبه في كاتدرائية طهطا في 16 يونيو من العام نفسه.
وبعد انتهائه من أعمال بناء مقر أبراشية طيبة في الأقصر، أقام فيها إلي أن عين مدبراً بابوياً للبطريركية في 24 فبراير1984 نيابة عن غبطة البطريرك إسطفانوس الاول سيداروس الذي تقدم باستقالته بسبب المرض لتقدّمه في السن.
وفي 1986 التاسع من يونيو ولدي التئام سينودس الأقباط الكاثوليك، انتخب بالإجماع بطريركاً للإسكندرية، فاتخذ اسم إسطفانوس الثاني لتعلقه الشديد بسلفه ومحبته له وللتركيز علي الاستمرارية. وفي 2001 اختاره قداسة البابا يوحنا بولس الثاني ليكون كاردينالا للكنيسة الجامعة تقديرا لمجهوداته. في 21 فبراير 2001 وقدم استقالته في 2006، وخلفه نيافة الأنبا أنطونيوس نجيب يوم 1 مايو 2006.

## وفاته
أدخل البطريرك المستشفى الإيطالي في حالة صحية متعبة ثم تطورت الحالة إلى حالة احتضار، يوم 28 تشرين الأول 2008، حيث كان يشكو من صعوبة التنفس، وفي يوم 30 تشرين أول وقف القلب تماماً وظل تحت ضغط كدمات القلب حوالي نصف ساعة، وتأثر بعد ذلك بوجود جلطات متعددة في المخ ووضع على جهاز التنفس الصناعي لمدة أسبوعين.
أقامت كاتدرائية الأقباط الكاثوليك في مصر الجديدة في الثانية عشرة من ظهر 23 يناير 2009 صلاة القداس علي روح إسطفانوس الثاني بطريرك الكاثوليك في مصر، الذي توفي الثلاثاء الماضي داخل المستشفي الإيطالي.
حضر الصلاة المطران مايكل فيدجارولد سفير الفاتيكان في مصر، والبطريرك أنطونيوس نجيب بطريرك الكاثوليك، وقيادات الكنيسة الكاثوليكية.
برحيل الكاردينال إسطفانوس الثاني غطاس، يصبح عدد الكرادلة في الكنيسة الكاثوليكية في العالم 188 منهم 116 كردينالا ناخبا و72 كاردينالا لا يحق لهم الانتخاب.